# Giulio Cesare Buzzati
Giulio Cesare Buzzati, dal 1917 Buzzati Traverso (Venezia, 26 aprile 1862 – Milano, 10 novembre 1920), è stato un giurista italiano.

## Biografia
Figlio di Augusto, consigliere di corte d'appello, proveniva da un'illustre famiglia di origini bellunesi. Particolarmente dotato, conseguì la laurea nel 1883, ad appena ventun anni. La sua attività giuridica si rivolse dapprima alla storia, con lo studio del diritto diplomatico veneziano, ma poco dopo, influenzato da Antonio Pertile, si rivolse al diritto internazionale. 
Specializzatosi poi all'Università di Monaco sotto l'insegnamento di Franz von Holtzendorff, fu dal 1887 docente presso l'Università degli Studi di Padova, passando all'Università degli Studi di Macerata nel 1889 e all'Università degli Studi di Pavia nel 1898. Nel 1902 insegnò per breve tempo anche all'Università Bocconi, appena fondata.
Fu membro dell'Istituto di diritto internazionale (1891) e dell'Istituto lombardo di scienze e lettere (dal 1899). Collaborò inoltre con il ministero degli Esteri in vista della conferenza dell'Aia, alla quale assistette come delegato italiano. Fece inoltre parte del consiglio del contenzioso diplomatico e in questa veste fu chiamato in importanti questioni internazionali. Dopo la Grande Guerra partecipò alla conferenza di Parigi occupandosi di diritto aereo.
Sposò la veneziana Alba Mantovani da cui ebbe quattro figli, tra i quali lo scrittore Dino Buzzati e il genetista Adriano Buzzati Traverso.

## Opere
- Trattato di diritto internazionale privato secondo le convenzioni dell'Aia,  Milano 1908